# Девочки и папа
«Девочки и папа» (англ. The Girls and Daddy) — американский короткометражный драматический фильм Дэвида Уорка Гриффита.

## Сюжет
Фильм рассказывает о двух молодых девушек, охраняющих деньги для своего отца, и показывает их реакцию на попытку их кражи.

## В ролях
| Актёр           | Роль                        |
| --------------- | --------------------------- |
| Дэвид Майлз     | доктор Пейсон               |
| Флоренс Лоуренс | первая дочь доктора Пейсона |
| Дороти Уэст     | вторая дочь доктора Пейсона |
| Флоренс Баркер  |                             |
| Дороти Бернард  |                             |
| Клара Т. Брэйси |                             |
| Кейт Брюс       |                             |
| Джон Р. Кампсон |                             |
| Глэдис Иган     |                             |
| Чарльз Горман   |                             |